# Szynnik Jarosław
Futbolnyj Kłub „Szynnik” Jarosław (ros. Футбольный клуб «Шинник» Ярославль) – rosyjski klub piłkarski z siedzibą w Jarosławiu.

## Historia
Chronologia nazw:
- 1957—1960: Chimik Jarosław (ros. «Химик» Ярославль)
- 1961—...: Szynnik Jarosław (ros. «Шинник» Ярославль)

Piłkarska drużyna Chimik (Chemik) została założona w 1957 w mieście Jarosław, chociaż wcześniej występował klub Torpedo Jarosław.
W 1957 klub debiutował w Klasie B, grupie 1 Mistrzostw ZSRR. W 1961 klub zmienił nazwę na Szynnik.
W 1963 zajął pierwsze miejsce i awansował do Pierwszej Grupy A, jednak przedostatnie miejsce nie uratowało przed spadkiem z powrotem.
Do 1991 klub wszystkie sezony występował w Pierwszej Lidze, z wyjątkiem 1970, kiedy to w wyniku kolejnej reorganizacji systemu lig ZSRR klub zmagał się w Drugiej Grupie A.
W Mistrzostwach Rosji klub startował w Wyższej Lidze, jednak spadł do Pierwszej Ligi, grupy Centralnej.
W 1997 powrócił do Wyższej Ligi, ale ponownie spadł w 1999 do Pierwszej Dywizji.
Od 2002 do 2008 występował w Premier Lidze, z wyjątkiem 2007, kiedy to rok zmagał się w Pierwszej Dywizji.
W sezonie 2005 występowało w nim dwóch Polaków: bramkarz Jarosław Tkocz oraz obrońca Krzysztof Łągiewka, który odszedł po zakończeniu sezonu do zespołu Krylja Sowietow Samara.
Od 2009 ponownie występuje w Pierwszej Dywizji.
W sezonie 2020/2021 klub zajął ostatnie, dwudzieste drugie, miejsce w lidze i spadł do Drugiej Dywizji.

## Sukcesy
- 16 miejsce w Pierwszej Grupie A ZSRR: 1964
- 1/4 finału Pucharu ZSRR: 1964, 1966
- 4 miejsce w Rosyjskiej Premier Lidze: 1997
- 1/2 finału Pucharu Rosji: 2004
- Puchar Intertoto: 1998, 2004/05

## Zawodnicy
- Damian Gorawski
- Mario Jurić
- Krzysztof Łągiewka
- Radostin Stanew
- Sergej Terehov
- Wiaczesław Wiszniewski
- Martin Kuszew

## Europejskie puchary
Legenda do wszystkich tabel:
- Q – runda eliminacyjna, 1/16, 1/8, 1/4, 1/2 – odpowiednia faza rozgrywek, Grupa – runda grupowa, 1r gr – pierwsza runda grupowa, 2r gr – druga runda grupowa, F – finał, R – runda, PO – play-off
- k. – rzuty karne, los. – losowanie, Dogr. – dogrywka, w. – zasada bramek strzelonych na wyjeździe

| Sezon | Rozgrywki        | Runda | Przeciwnik   | Dom | Wyjazd | Ogólnie |
| ----- | ---------------- | ----- | ------------ | --- | ------ | ------- |
| 1998  | Puchar Intertoto | 2R    | TPS          | 3–2 | 2–0    | 5–2     |
| 1998  | Puchar Intertoto | 3R    | Valencia CF  | 1–0 | 1–4    | 2–4     |
| 2004  | Puchar Intertoto | 2R    | FK Teplice   | 2–0 | 2–1    | 4–2     |
| 2004  | Puchar Intertoto | 3R    | União Leiria | 1–4 | 1–2    | 2–6     |